# Prionace glauca
La verdesca (Prionace glauca (Linnaeus, 1758), conosciuto anche come squalo azzurro, è uno squalo appartenente alla famiglia Carcharhinidae che abita acque profonde temperate e tropicali in tutto il mondo. Predilige temperature più fredde e può migrare attraverso lunghe distanze, ad esempio dalla Nuova Inghilterra al Sudamerica. Anche se generalmente sono animali letargici, possono muoversi all'occorrenza assai velocemente. Sono pesci ovovivipari e sono noti per mettere al mondo anche più di 100 avannotti per volta. Si nutrono principalmente di pesci e calamari, anche se possono catturare prede più grandi. Spesso si muovono in banchi divisi per dimensione e sesso. La vita massima è ignota, ma si stima che possano arrivare ad età intorno ai 20 anni.

## Distribuzione ed habitat
La verdesca è uno squalo oceanico ed epipelagico che si trova in tutto il mondo in acque temperate e tropicali dalla superficie fino a profondità di 350 metri. Nei mari temperati si avvicinano alla costa dove possono essere osservati dai subacquei, mentre in acque tropicali abitano acque profonde. L'areale si estende a nord sino alla Norvegia e a sud sino al Cile. Li troviamo quindi al largo di tutti i continenti, escluso l'Antartide. Nell'Oceano Pacifico la maggior parte abita la fascia compresa tra il ventesimo ed il cinquantesimo parallelo Nord, zona in cui la specie è maggiormente diffusa, anche se ci sono degli spostamenti stagionali. Nella fascia tropicale sono diffusi uniformemente tra il ventesimo parallelo nord ed il ventesimo parallelo sud. Prediligono acque a temperature comprese tra i 7 e i 16 °C, ma sopportano anche temperature superiori ai 21 °C. Le osservazioni nell'Atlantico hanno individuato cicli migratori in senso orario che seguono le correnti principali. Era abbastanza comune trovarle nel Mar Mediterraneo, soprattutto nel mar Adriatico, ma sempre molto al largo, mentre oggi il loro numero è in diminuzione.

## Descrizione

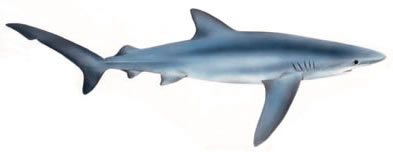
Profilo della verdesca

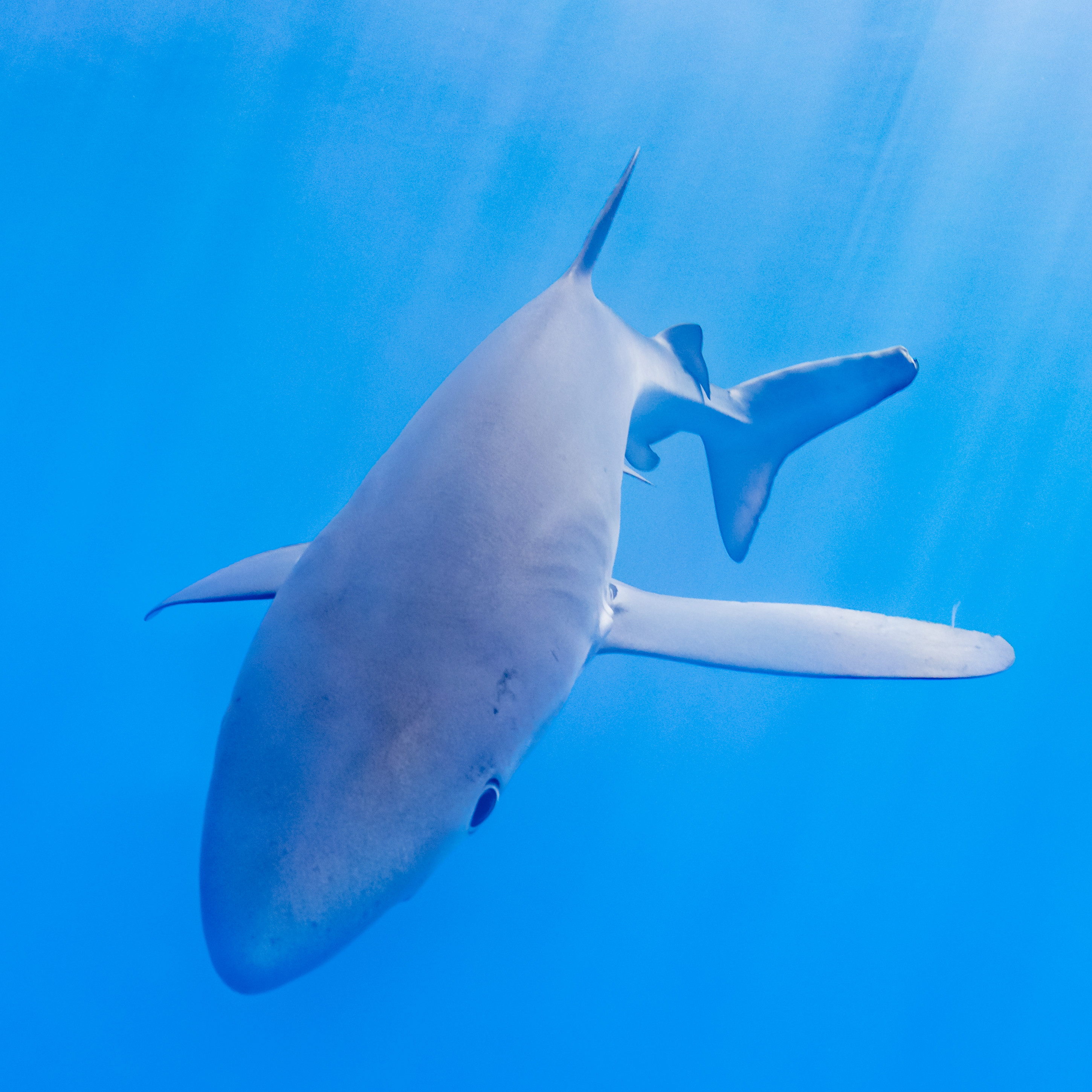
Dorso di una verdesca

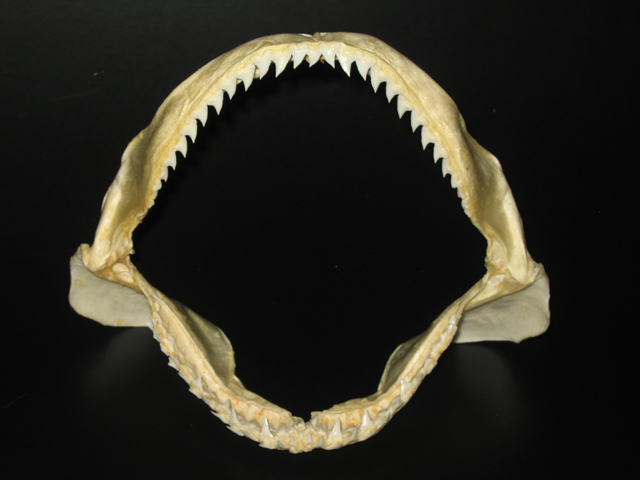
Mandibola di Prionace glauca

Questa specie è caratterizzata da corpo leggero, snello ed idrodinamico e da pinne pettorali allungate e strette, mentre le altre sono corte ed appuntite. La testa è appuntita e la bocca è grande e provvista di forti denti triangolari. Il lobo superiore della pinna caudale misura 4 volte quello inferiore. Il dorso di questi squali è blu scuro, più chiaro sui fianchi, mentre il ventre è bianco. Alla maturità i maschi raggiungono lunghezze medie comprese tra 1,82 e 2,82 metri, le femmine invece maturano quando sono lunghe 2,2-3,3 metri. Gli esemplari più grandi di cui si hanno misurazioni certe raggiungono i 3,8 metri, tuttavia ci sono testimonianze non verificate di esemplari più grandi. Il corpo è snello ed allungato e le masse corporee dei maschi variano tra i 27 ed i 55 kg, mentre quelle delle femmine tra 93 e 182 kg. Una femmina di tre metri può pesare 204 kg ed il peso record registrato è di 392 kg.

## Biologia

### Riproduzione
La riproduzione è ovovivipara e la gestazione dura tra i 9 e i 12 mesi. Le femmine mettono al mondo da 4 a 135 avannotti per volta. Mentre le femmine maturano a 5-6 anni, i maschi lo fanno a 4-5. Il corteggiamento e l'accoppiamento sono cruenti: il maschio morde ripetutamente la femmina e gli esemplari possono essere suddivisi in categorie sessuali in base ai segni sul corpo. Le femmine si sono adattate a questa pratica sviluppando una pelle fino a tre volte più spessa di quella maschile.

### Alimentazione
I calamari sono una preda importante per le verdesche, ma la loro dieta include anche seppie e polpi pelagici, nonché aragoste, gamberi, granchi, un gran numero di pesci ossei, squali più piccoli, carcasse di mammiferi marini ed occasionalmente anche uccelli marini. Negli stomaci di alcuni esemplari sono stati ritrovati blubbers e carne di balena e di focena; sono inoltre noti per inseguire le reti dei pescherecci per prendere i merluzzi che vi sfuggono. Le verdesche sono state osservate muoversi in gruppi per raggruppare le prede e poterle catturare più facilmente. Raramente si nutrono anche di tonni, che al contrario sono stati osservati mentre seguono le verdesche che cacciano in gruppo e si nutrono di prede abbandonate o in fuga. Va notato che invece sono stati osservati altri squali che non hanno disturbato la pratica di raggruppamento delle prede, a cui si sono disinteressati.

### Predatori e parassiti
Le verdesche adulte non vengono predate regolarmente, se si escludono l'uomo e le orche. Gli esemplari più giovani (ma talvolta anche gli adulti) invece possono cader vittima di squali più grossi, come i grandi squali bianchi o gli squali tigre.
Questi squali ospitano numerosi parassiti: rappresentano infatti l'organismo ospite definitivo per i cestodi dell'ordine Tetraphyllidea Pelichnibothrium speciosum. Vengono infettati quando divorano degli ospiti intermedi, probabilmente gli opah o i sauri feroci.

## Interazioni con l'uomo

### Pesca
Si stima che tra i 10 ed i 20 milioni di esemplari vengano uccisi ogni anno durante le battute di pesca. La carne è commestibile, ma non considerata particolarmente pregiata; viene consumata fresca, essiccata, affumicata o sotto sale ed inoltre viene utilizzata per produrre farina di pesce. La pelle viene utilizzata per produrre cuoio, le pinne per la zuppa di pinne di squalo, il fegato per l'olio. Per la loro velocità e bellezza estetica, a volte sono cacciati per motivi ludici. 

### Attacchi contro l'uomo in tutto il mondo
Dal 1980 al 2013 sono stati registrati solamente 13 attacchi all'uomo da parte di questa specie, con 4 morti, tuttavia molti attacchi (specie quelli che avvenivano un tempo a carico dei naufraghi) possono non essere stati registrati adeguatamente o confusi con altre specie.

### In cattività
Come la maggior parte degli squali pelagici, anche questi tendono a soffrire in cattività. Vi sono stati tentativi di confinarli in vasche circolari con pareti scivolose e piscine con profondità centrale di 3 metri digradante fino a 0 alle estremità con risultati contrastanti: la maggior parte degli esemplari testati sono morti dopo 30 giorni. Infatti la maggior parte dei pesci pelagici trovano difficoltà nell'evitare ostacoli e pareti. In un caso presso il parco acquatico di Sea World San Diego una verdesca sopravvisse bene fino a quando nella vasca non furono aggiunti degli squali leuca, che la divorarono. Il record di sopravvivenza in cattività per le verdesche appartiene ad un esemplare che nel 2008 fu tenuto presso l'Adventure Aquarium nel New Jersey per 7 mesi, prima di morire per un'infezione batterica.

## Contaminazioni e pericoli per la salute dei consumatori
La Food and Drug Administration degli Stati Uniti ha inserito la carne di squalo e quindi anche di questa specie tra quelle che non devono essere consumate con frequenza e che bambini e donne incinte devono evitare di mangiare per i rischi legati alle intossicazioni da mercurio e da altri metalli pesanti.

## Tassonomia

### Sinonimi
Sono stati riportati i seguenti sinonimi:
- Carcharhinus macki (Phillipps, 1935)
- Carcharias aethiops Philippi, 1902 (ambiguo)
- Carcharias glaucus (Linnaeus, 1758)
- Carcharias gracilis Philippi, 1887
- Carcharias hirundinaceus Valenciennes, 1839
- Carcharias pugae Pérez Canto, 1886
- Carcharias rondeletii Risso, 1810
- Carcharias rondeletti Risso, 1810 (ambiguo)
- Carcharinus glaucus (Linnaeus, 1758)
- Galeus thalassinus Valenciennes, 1835 (ambiguo)
- Glyphis glaucus (Linnaeus, 1758)
- Hypoprion isodus Philippi, 1887
- Isurus glaucus (Linnaeus, 1758)
- Prionace mackiei Phillipps, 1935
- Prionacea glauca (Linnaeus, 1758)
- Squalus adscensionis Osbeck, 1765 (ambiguo)
- Squalus caeruleus Blainville, 1816 (ambiguo)
- Squalus glaucus Linnaeus, 1758
- Squalus rondeletii Risso, 1810 (ambiguo)
- Thalassinus rondeletii Moreau, 1881
- Thalassinus rondelettii Moreau, 1881
- Thalassorhinus vulpecula Valenciennes, 1839 (ambiguo)

### Sottospecie
Non sono state individuate sottospecie.